# Bronisław Koblański
Bronisław Wacław Koblański, także jako Wacław Koblański (ur. 2 października 1906 w Jankówce k. Humania, zm. wiosną 1940 w Katyniu) – pilot balonowy, kapitan obserwator lotnictwa Wojska Polskiego, ofiara zbrodni katyńskiej.

## Życiorys

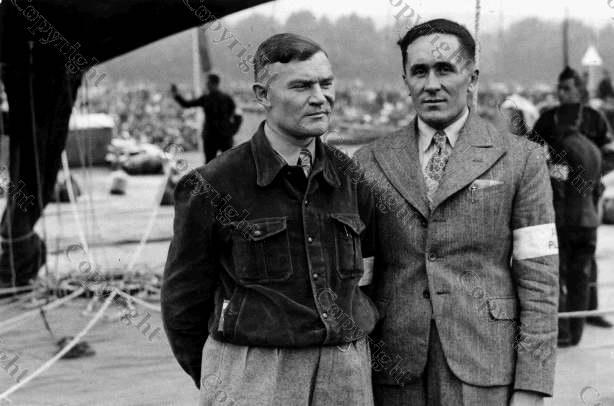
Bronisław Koblański i Stanisław Patalan (1938)

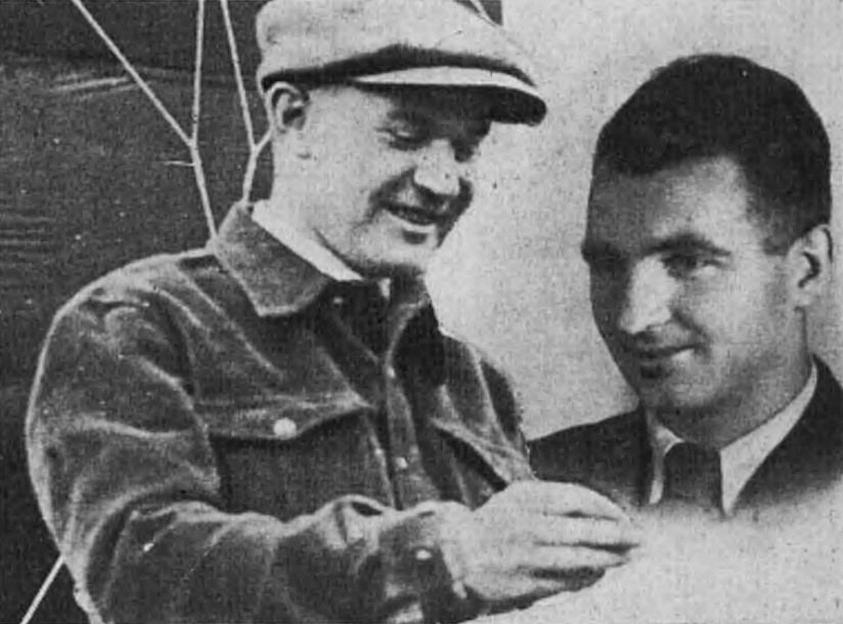
Bronisław Koblański i Adam Bieniasz (1938)

Syn Lucjana i Stefanii z Koryckich. Absolwent gimnazjum w Krzemieńcu z 1926 oraz VI promocji Oficerskiej Szkoły Piechoty z 1929. 15 sierpnia 1929 awansowany na stopień podporucznika z lokatą 79. Początkowo służył w piechocie, następnie został przeniesiony do lotnictwa wojskowego. Został awansowany na stopień porucznika w korpusie osobowym oficerów piechoty ze starszeństwem z dniem 1 stycznia 1932.
Brał udział w sportowych zawodach balonowych:
- Dwukrotnie reprezentował Polskę w zawodach o Puchar Gordona Bennetta w Belgii:
  - 2 czerwca 1937 w Brukseli zajął 8. miejsce, lecąc ze Zbigniewem Burzyńskim na balonie SP-BCU L.O.P.P.[4];
  - 11 września 1938 w Liège zajął piąte miejsce, lecąc ze Stanisławem Patalanem na balonie SP-AMY Polonia II[5][6][7][a].
- Dwukrotnie zwyciężył w Krajowych Zawodach Balonów Wolnych o Puchar im. płk. Aleksandra Wańkowicza w Toruniu, startując z Władysławem Kubicą na balonie „Sanok”:
  - w edycji VIII w dniu 17 maja 1936 (lot do celu);
  - w edycji IX w dniu 30 maja 1937 (lot ograniczony do 100 km)[8][9][10].
- Został zwycięzcą Lwowskich Zawodów Balonowych 16 czerwca 1938, pilotując balon „Sanok” z kpt. Adamem Bieniaszem, docierając aż na obszar przygraniczny w pobliże wsi Wołkowce i Dźwinogród, a tym samym uzyskując najdalszy przelot i wygrywając rywalizację[11][12][13][14][15][16][17].

W 1932 był oficerem w 2 batalionie balonowym w Jabłonnie. Na stopień kapitana został mianowany ze starszeństwem z dniem 19 marca 1939 i 16. lokatą w korpusie oficerów lotnictwa, grupa liniowa. W tym samym miesiącu pełnił służbę na stanowisku dowódcy 3 kompanii balonów zaporowych w 2 batalionie balonowym w Legionowie.
W tej funkcji był zmobilizowany przed wybuchem II wojny światowej 1939. Uczestniczył w kampanii wrześniowej. 27 sierpnia 1939 kompania przeszła rzutem kołowym do Warszawy, zajmując stanowiska operacyjne na lewym brzegu Wisły – zgodnie z planem Dowództwa Obrony Przeciwlotniczej Warszawy. Dokładne położenie posterunków nie jest znane. 7 września kompania została skierowana do Lublina. Jej dalsze losy nie są znane. Po agresji ZSRR na Polskę została wzięta do niewoli radzieckiej, a jej oficerowie przewiezieni do obozu w Kozielsku. Bronisław Koblański został pojmany między 18 a 28 września 1939. Od 19 października 1939 przebywał w obozie jeniecki NKWD w Putywlu, a od 15 listopada 1939 w Kozielsku. Między 15 a 17 kwietnia 1940 przekazany do dyspozycji naczelnika smoleńskiego obwodu NKWD – lista wywózkowa 029/1 z kwietnia 1940. Między 16 a 19 kwietnia 1940 został zamordowany w Katyniu przez funkcjonariuszy Obwodowego Zarządu NKWD w Smoleńsku oraz pracowników NKWD przybyłych z Moskwy na mocy decyzji Biura Politycznego KC WKP(b) z 5 marca 1940. Ofiary tej zbrodni grzebano w bezimiennych mogiłach zbiorowych, gdzie od 28 lipca 2000 mieści się oficjalnie Polski Cmentarz Wojenny w Katyniu. W miejscu tym prowadzone były ekshumacje i prace archeologiczne, jednak Bronisław Koblański nie został zidentyfikowany. W Archiwum Robla w pakiecie 12-03, wymieniony (bez imienia) w materiałach odnalezionych podczas ekshumacji Michała Tobiasza.
Symboliczny grób znajduje się na Starych Powązkach w Warszawie (kwatera 236-2-1/2).

## Upamiętnienie
5 października 2007 Minister Obrony Narodowej Aleksander Szczygło mianował go pośmiertnie do stopnia majora. Awans został ogłoszony 9 listopada 2007 w Warszawie w trakcie uroczystości „Katyń Pamiętamy – Uczcijmy Pamięć Bohaterów”.
W ramach akcji „Katyń... pamiętamy” / „Katyń... Ocalić od zapomnienia” został zasadzony Dąb Pamięci, honorujący Bronisława Koblańskiego, w Legionowie.